# Łąka (Silezië)
Łąka (Duits: Lonkau) is een dorp in de Poolse woiwodschap Silezië. De plaats maakt deel uit van de gemeente Pszczyna en telt 3000 inwoners.